# MTV Video Music Awards/Best Male Video
Der MTV Video Music Award for Best Male Video gehörte zu den langlebigsten Kategorien der Verleihung. Er wurde mit der Erstverleihung 1984 eingeführt. 2007 wurde er im Zuge der Umstrukturierung der Awards für das eine Jahr in Male Artist of the Year umbenannt, firmierte aber schon 2008 wieder unter seinem alten Namen. 2017 wurde die Kategorie durch Artist of the Year ersetzt, die sich aus der Best Male- und der Best Female Video-Kategorie zusammensetzt.
Mit drei Gewinnen und insgesamt neun Nominierungen führt Eminem die Bestenliste an.

## Übersicht
| Award | Jahr | Preisträger                              | für das Video                                         | Nominierungen |
| ----- | ---- | ---------------------------------------- | ----------------------------------------------------- | --- |
| 1.    | 1984 | David Bowie                              | China Girl                                            | - Herbie Hancock – Rockit - Michael Jackson – Thriller - Billy Joel – Uptown Girl - Lionel Richie – All Night Long (All Night)                                                                                      |
| 2.    | 1985 | Bruce Springsteen                        | I’m on Fire                                           | - Glenn Frey – Smuggler's Blues - Don Henley – The Boys of Summer - David Lee Roth – California Girls - David Lee Roth – Just a Gigolo/I Ain't Got Nobody                                                           |
| 3.    | 1986 | Robert Palmer                            | Addicted to Love                                      | - Bryan Adams – Summer of ’69 - Phil Collins – Take Me Home - Bruce Springsteen – Glory Days - Sting – If You Love Somebody Set Them Free                                                                           |
| 4.    | 1987 | Peter Gabriel                            | Sledgehammer                                          | - David Bowie – Day-In Day-Out - Robert Palmer – I Didn't Mean to Turn You On - Paul Simon – You Can Call Me Al - Steve Winwood – Higher Love                                                                       |
| 5.    | 1988 | Prince (featuring Sheena Easton)         | U Got the Look                                        | - Terence Trent D’Arby – Wishing Well - George Harrison – Got My Mind Set on You - Bruce Springsteen – Tunnel of Love - Steve Winwood – Back in the High Life Again                                                 |
| 6.    | 1989 | Elvis Costello                           | Veronica                                              | - Bobby Brown – Every Little Step - Lou Reed – Dirty Blvd. - Steve Winwood – Roll with It |
| 7.    | 1990 | Don Henley                               | The End of Innocence                                  | - Billy Idol – Cradle of Love - MC Hammer – U Can’t Touch This - Michael Penn – No Myth |
| 8.    | 1991 | Chris Isaak                              | Wicked Game                                           | - Jon Bon Jovi – Blaze of Glory - Gerardo – Rico Suave - George Michael – Freedom! ’90 |
| 9.    | 1992 | Eric Clapton                             | Tears in Heaven (Performance)                         | - John Mellencamp – Get a Leg Up - Tom Petty and the Heartbreakers – Into the Great Wide Open - Bruce Springsteen – Human Touch - ''Weird Al'' Yankovic – Smells Like Nirvana                                       |
| 10.   | 1993 | Lenny Kravitz                            | Are You Gonna Go My Way                               | - Peter Gabriel – Steam - George Michael – Killer/Papa Was a Rollin’ Stone - Sting – If I Ever Lose My Faith in You                                                                                                 |
| 11.   | 1994 | Tom Petty & the Heartbreakers            | Mary Jane’s Last Dance                                | - Beck – Loser - Tony Bennett – Steppin’ Out with My Baby - Bruce Springsteen – Streets of Philadelphia |
| 12.   | 1995 | Tom Petty                                | You Don’t Know How It Feels                           | - Chris Isaak – Somebody’s Crying - Elton John – Believe - Lucas – Lucas with the Lid Off |
| 13.   | 1996 | Beck                                     | Where It’s At                                         | - Bryan Adams – The Only Thing That Looks Good on Me Is You - Coolio – 1, 2, 3, 4 (Sumpin' New) - R. Kelly (feat. Ernie Isley & Ronald Isley) – Down Low (Nobody Has to Know) - Seal – Don't Cry                    |
| 14.   | 1997 | Beck                                     | Devils Haircut                                        | - Babyface – Every Time I Close My Eyes - R. Kelly – I Believe I Can Fly - Will Smith – Men in Black |
| 15.   | 1998 | Will Smith                               | Just the Two of Us                                    | - David Bowie (feat. Trent Reznor) – I'm Afraid of Americans (Nine Inch Nails Remix) - Busta Rhymes – Put Your Hands Where My Eyes Could See - Eric Clapton – My Father's Eyes - Brian McKnight – Anytime           |
| 16.   | 1999 | Will Smith                               | Miami                                                 | - Eminem – My Name Is - Lenny Kravitz – Fly Away - Ricky Martin – Livin' la Vida Loca |
| 17.   | 2000 | Eminem                                   | The Real Slim Shady                                   | - D’Angelo – Untitled (How Does It Feel) - Kid Rock – Cowboy - Ricky Martin – Shake Your Bon-Bon - Moby – Natural Blues                                                                                             |
| 18.   | 2001 | Moby (featuring Gwen Stefani)            | South Side                                            | - Eminem (featuring Dido) – Stan - Lenny Kravitz – Again - Nelly – Ride wit Me - Robbie Williams – Rock DJ |
| 19.   | 2002 | Eminem                                   | Without Me                                            | - Craig David – Walking Away - Enrique Iglesias – Hero - Elton John – This Train Don't Stop There Anymore - Nelly – #1 - Usher – U Got It Bad                                                                       |
| 20.   | 2003 | Justin Timberlake                        | Cry Me a River                                        | - 50 Cent – In da Club - Johnny Cash – Hurt - Eminem – Lose Yourself - John Mayer – Your Body Is a Wonderland |
| 21.   | 2004 | Usher (feat. Ludacris & Lil Jon)         | Yeah!                                                 | - Jay-Z – 99 Problems - Prince – Musicology - Justin Timberlake – Señorita - Kanye West (feat. Syleena Johnson) – All Falls Down                                                                                    |
| 22.   | 2005 | Kanye West                               | Jesus Walks                                           | - 50 Cent – Candy Shop - Beck – E-Pro - John Legend – Ordinary People - Usher – Caught Up |
| 23.   | 2006 | James Blunt                              | You’re Beautiful                                      | - Busta Rhymes (feat. Mary J. Blige, Rah Digga, Missy Elliott, Lloyd Banks, Papoose und DMX) – Touch It Remix - Nick Lachey – What’s Left of Me - T.I. – What You Know - Kanye West (fea. Jamie Foxx) – Gold Digger |
| 24.   | 2007 | Justin Timberlake                        | (in diesem Jahr wurde nur der Künstler ausgezeichnet) | - Akon - Kanye West - T.I. - Robin Thicke |
| 25.   | 2008 | Chris Brown                              | With You                                              | - Flo Rida (feat. T-Pain) – Low - Lil Wayne (feat. Static Major) – Lollipop - T.I. – No Matter What - Usher (feat. Young Jeezy) – Love in This Club                                                                 |
| 26.   | 2009 | T.I. (featuring Rihanna)                 | Live Your Life                                        | - Eminem – We Made You - Jay-Z – D.O.A. (Death of Auto-Tune) - Ne-Yo – Miss Independent - Kanye West – Love Lockdown                                                                                                |
| 27.   | 2010 | Eminem                                   | Not Afraid                                            | - B.o.B (featuring Hayley Williams) – Airplanes - Jason Derulo – In My Head - Drake – Find Your Love - Usher (featuring will.i.am) – OMG                                                                            |
| 28.   | 2011 | Justin Bieber                            | U Smile                                               | - Eminem (featuring Rihanna) – Love the Way You Lie - CeeLo Green – Fuck You! - Bruno Mars – Grenade - Kanye West (featuring Rihanna und Kid Cudi) – All of the Lights                                              |
| 29.   | 2012 | Chris Brown                              | Turn Up the Music                                     | - Justin Bieber – Boyfriend - Drake (featuring Rihanna) – Take Care - Frank Ocean – Swim Good - Usher – Climax |
| 30.   | 2013 | Bruno Mars                               | Locked Out of Heaven                                  | - Kendrick Lamar – Swimming Pools (Drank) - Ed Sheeran – Lego House - Robin Thicke (featuring T.I. und Pharrell) – Blurred Lines - Justin Timberlake – Mirrors                                                      |
| 31.   | 2014 | Ed Sheeran (featuring Pharrell Williams) | Sing                                                  | - Eminem (featuring Rihanna) – The Monster - John Legend – All of Me - Sam Smith – Stay with Me - Pharrell Williams – Happy                                                                                         |
| 32.   | 2015 | Mark Ronson (featuring Bruno Mars)       | Uptown Funk                                           | - Nick Jonas – Chains - Kendrick Lamar – Alright - Ed Sheeran – Thinking Out Loud - The Weeknd – Earned It |
| 33.   | 2016 | Calvin Harris (feat. Rihanna)            | This Is What You Came For                             | - Drake – Hotline Bling - Bryson Tiller – Don’t - The Weeknd – Can’t Feel My Face - Kanye West – Famous |